# طب سردي
الطب السردي يعني ضمنًا الطب الذي يُمارس مع التمتع بالقدرة على السرد ويتميز بفهم المواقف السردية المعقدة للغاية بين الأطباء والمرضى والزملاء والجمهور.

## معلومات تاريخية
منذ سبعينيات القرن الماضي زعم النقاد أن الطب الغربي قد وقع ضحية لحركة المهنية الرفيعة. ووفقًا لهذا النقد، فإن الكثير من كليات الطب وبرامج تدريب الأطباء تقوم بتدريب الأطباء على التعامل مع المشاكل الطبية باعتبارها مجرد مشاكل يتعين حلها دون الأخذ بعين الاعتبار التاريخ النفسي والشخصي للمريض. واعتبارًا من أواخر التسعينيات أكد أطباء مثل راشيل نعومي ريمن وريتا شارون على أن الممارسة الطبية يجب أن تتمحور حول السرد. وقالت شارون:
 «يحتاج المرضى إلى الأطباء الذين يمكنهم فهم مرضهم ومعالجة مشاكلهم الطبية ومصاحبتهم طوال مراحل حالاتهم المرضية».
تتلخص قيمة الطب السردي كما يلي في مقالة نُشرت في المجلة الطبية البريطانية (British Medical Journal):
- في اللقاء التشخيصي، فإن الروايات السردية:
  - هي الشكل الاستثنائي الذي يعاني فيه المرضى من اعتلال الصحة
  - تشجع التعاطف وتعزز الفهم بين الطبيب والمريض
  - تتيح تكوين معنى
  - قد تقدم معلومات ومفاتيح تحليلية مفيدة
- وفي ضوء العملية العلاجية، فإن الروايات السردية:
  - تشجع اتباع نهج شامل للإدارة
  - هي في جوهرها عملية علاجية أو ملطفة
  - قد تقترح أو تقدم خيارات علاجية إضافية
- في إطار تعليم المرضى ومتخصصي الرعاية الصحية، فإن الروايات السردية :
  - غالبًا ما تكون جديرة بالذكر
  - تقوم على التجربة
  - تشجع على التأمل
- في مجال البحوث، فإن الروايات السردية:
  - تساعد على وضع جدول أعمال يتمحور حول المريض
  - قد تتعارض مع الحكمة المكتسبة
  - قد تقدم فرضيات جديدة

لا يهدف الطب السردي إلى التحقق من تجربة المريض فحسب، وإنما أيضًا إلى تشجيع الإبداع والتأمل الذاتي لدى الطبيب.

## العقبات
وحسبما تلاحظ ريمن،

إن الأطباء تم تدريبهم ليعتقدوا أن الموضوعية العلمية هي التي تجعلهم أكثر فاعلية في جهودهم لفهم الألم الذي يحدثه لهم الآخرون وعلاجه والمسافة النفسية التي تحميهم من التأثر سلبًا بهذا العمل الصعب.